# Mifuyu Koide
Mifuyu Koide (21 de dezembro de 1995) é uma jogadora de rugby sevens japonesa.

## Carreira
Mifuyu Koide integrou o elenco da Seleção Japonesa de Rugbi de Sevens Feminino, na Rio 2016, que foi 10º colocada.